# August Pollmann
August Pollmann  (nacido el 15 de noviembre de 1813 en Alsdorf y falleció el 17 de mayo de 1898 en Bonn ) trabajó como docente Honorario en Apicultura en el Institut für Landwirtschaftliche Zoologie und Bienenkunde, de Alemania.
Describe las subespecies de abeja carniola: Apis mellifera carnica, Pollmann 1879, y la abeja de Chipre: Apis mellifera cypria, Pollmann 1879, ambas en la misma obra. Mantuvo correspondencia con Gregorio Mendel, Jan Dzierzon y Berlepsch.